# Sidi Alioum
Sidi Alioum (* 17. Juli 1982) ist ein kamerunischer Fußballschiedsrichter.
Von 2008 bis 2023 stand Alioum auf der Liste der FIFA-Schiedsrichter und leitete internationale Fußballspiele. Er wurde bei fünf Afrika-Cups eingesetzt (Afrika-Cup 2012, 2013, 2015, 2017 und 2019). Zudem wurde er für die Fußball-Weltmeisterschaft 2014 in Brasilien als Unterstützungsschiedsrichter nominiert und beim Turnier bei fünf Partien als Vierter Offizieller eingesetzt.

## Trivia
Lange Zeit wurde für Alioum "Néant" als Vorname angegeben. Dies beruht auf einem Missverständnis seitens der FIFA-Administration. Bei seiner Meldung für die FIFA-Liste lag dem Sachbearbeiter bei der Eintragung in die Online-Datenbank der FIFA nur sein Nachname vor. Da eine Eingabe in das für den Vornamen vorgesehene Feld obligatorisch war, trug der Bearbeiter "Néant" (frz. für "Nichts") ein. Von den Medien wurde diese Eintragung als Vorname angesehen und auch so verbreitet, weswegen Sidi Alioum bis zum Jahr 2015 unter dem Namen Néant Alioum bekannt war.